# Максанс Мюзатон
Максанс Мюзатон (26 червня 1990 , Еперне ) - французький гірськолижник, спеціаліст зі швидкісного спуску, супергіганту та комбінації. Срібний призер етапу Кубка світу, переможець та призер змагань національного рівня, учасник зимових Олімпійських ігор 2018.

## Життєпис
Максанс Мюзатон народився 26 червня 1990 року в місті Еперне департаменту Марна (Франція).
Готувався в Альпах на схилах гірськолижного курорту Ла-Плань, перебував у місцевому однойменному клубі.
Вперше заявив про себе на міжнародному рівні 2010 року, коли увійшов до складу збірної Франції й у заліку супергіганта переміг на домашній юніорській першості в комуні Межев.
У дорослому Кубку світу дебютував у сезоні 2012-2013, спеціалізувався на швидкісному спуску та комбінації, посів у цих дисциплінах підсумкові 42-ге та 26-те місця відповідно.
2015 року взяв участь у чемпіонаті світу в Бівер-Крік, виступав тут у заліку суперкомбінації, показав підсумковий 38-й результат.
На Кубку світу 2016-2017 вперше у кар'єрі потрапив до числа призерів, на етапі у швейцарському Венґені виборов срібну медаль у комбінації, поступившись лише місцевому швейцарському гірськолижнику Нільсові Гінтерману. Водночас на світовій першості в Санкт-Моріці не показав у комбінації жодного результату, знявшись зі змагань після спроб у швидкісному спуску.
Завдяки низці вдалих виступів потрапив до складу національної збірної на зимових Олімпійських іграх 2018 року в Пхьончхані. Посів 18-те та 23-тє місця в супергіганті та швидкісному спуску відповідно, тоді як у комбінації не фінішував.
Після пхьончханської Олімпіади Мюзатон залишився у складі гірськолижної команди Франції й продовжив брати участь у найбільших міжнародних змаганнях. Наприклад, виступив на чемпіонаті світу 2019, де посів 30-те місце у швидкісному спуску та 25-те місце в комбінації.

## Результати в Кубку світу
Усі результати наведено за даними Міжнародної федерації лижного спорту.

### Підсумкові місця в Кубку світу за роками
| Сезон | Вік | Загальний залік | Слалом | Гігантський слалом | Супергігант | Швидкісний спуск | Гірськолижна комбінація |
| ----- | --- | --------------- | ------ | ------------------ | ----------- | ---------------- | ----------------------- |
| 2013  | 22  | 100             | —      | —                  | —           | 42               | 26                      |
| 2014  | 23  | 140             | —      | —                  | —           | —                | 37                      |
| 2015  | 24  | 88              | —      | —                  | —           | 34               | 25                      |
| 2016  | 25  | 90              | —      | —                  | 53          | 32               | 32                      |
| 2017  | 26  | 50              | —      | —                  | 33          | 29               | 5                       |
| 2018  | 27  | 54              | —      | —                  | —           | 23               | 35                      |
| 2019  | 28  | 99              | —      | —                  | 46          | 29               | 34                      |
| 2020  | 29  | 34              | —      | —                  | —           | 11               | —                       |
| 2021  | 30  | 104             | —      | —                  | —           | 31               | —                       |

Станом на 17 січня 2021 року

### П'єдестали в окремих заїздах
- 1 п'єдестал – (1 СК); 7 топ-десять

| Сезон | Дата          | Місце проведення   | Дисципліна              | Місце |
| ----- | ------------- | ------------------ | ----------------------- | ----- |
| 2017  | 13 січня 2017 | Венґен (Швейцарія) | Гірськолижна комбінація | 2-ге  |

## Результати на чемпіонатах світу
Усі результати наведено за даними Міжнародної федерації лижного спорту.
| Рік  | Вік | Слалом | Гігантський слалом | Супергігант | Швидкісний спуск | Гірськолижна комбінація |
| ---- | --- | ------ | ------------------ | ----------- | ---------------- | ----------------------- |
| 2015 | 24  | —      | —                  | —           | —                | 38                      |
| 2017 | 26  | —      | —                  | —           | —                | НФ2                     |
| 2019 | 28  | —      | —                  | —           | 30               | 25                      |

## Результати на Олімпійських іграх
Усі результати наведено за даними Міжнародної федерації лижного спорту.
| Рік  | Вік | Слалом | Гігантський слалом | Супергігант | Швидкісний спуск | Гірськолижна комбінація |
| ---- | --- | ------ | ------------------ | ----------- | ---------------- | ----------------------- |
| 2018 | 27  | —      | —                  | 18          | 23               | НФ2                     |